# 裸々イヴ新世紀
「裸々イヴ新世紀」（ららいぶしんせいき）は、ALI PROJECTの楽曲。 宝野アリカが作詞、片倉三起也が作曲を手掛けた。ALI PROJECTの24枚目のシングルとして2009年1月21日にMellowHeadから発売された。

## 概要
ALI PROJECTにとって、アルバム・シングル含め2009年で最初にリリースするCDとなる。
シングル、c/w双方、TVアニメ『宇宙をかける少女』で使用されている。前者は1クール目OP主題歌、後者は特別編であった第9話のみの特別EDとなっている。

## 収録曲
（全作詞：宝野アリカ、作曲・編曲：片倉三起也）
1. 裸々イヴ新世紀 [4:16]
  - テレビアニメ『宇宙をかける少女』オープニングテーマ
  - ラジオ『アキバチック天国・スーパー』2009年2月期エンディングテーマ
  - サビにエルネスト・レクオーナの『Ante el Escorial』が引用されている。
  - 間奏にエルネスト・レクオーナの『スペイン組曲 アンダルシア 第6曲 マラゲーニャ』が引用されている。
2. 騎士乙女 [4:16]
  - テレビアニメ『宇宙をかける少女』エンディングテーマ（第9話のみ）
  - 後にGothic Operaに当曲のアレンジバージョンが「Valkyrja〜騎士乙女」として収録された。
  - AメロにBIG FISH AUDIO社のサンプル音源『NU METAL CITY 2』より「18」が利用されている。その他、間奏に「12」が利用されている。
3. 裸々イヴ新世紀（instrumental）
4. 騎士乙女（instrumental）